# Korikoszi Osin örményországi régens
Korikoszi Osin (? – Kis-Örményország (Kilikia), 1329. január 26.), örményül: Օշին Բ, Կոռիկոսի իշխան, franciául: Ochine de Corycos, latinul: Ossin de Coryco, Kis-Örményország régense, Korikosz ura, IV. Leó örmény király nagybátyja és apósa. I. Izabella örmény királynő és I. Hetum örmény király dédunokája, Korikoszi Aliz és Korikoszi Mária örmény királynék apja, Oghruy Mária örmény királyné nagyapja. Az örmény királyi ház, a Szaven-Pahlavuni-dinasztia korikoszi ágának a tagja.

## Élete
Apja a történetíró Korikoszi Hetum (–1314/18), anyja Ibelin Izabella (–1306 után) I. Izabella örmény királynő és I. Hetum örmény király unokája volt a lányuk, Szaven-Pahlavuni Mária örmény királyi hercegnő (–1310 után) révén aki Ibelin Guidóhoz (1235/40–1270 után/1289 előtt), Ibelin Baldvinnak, Ciprus udvarmesterének a fiához ment feleségül.
Első felesége Ibelin Margit (1290 körül–1320 előtt) volt, aki Ibelin Baliannak (1240/45‑1302), Ciprus udvarmesterének és Lamproni Aliznak (–1312 után), Lamproni Küra Anna örmény királyné húgának volt a lánya.
Korikoszi Osin mind anyai ágon, mind az első felesége révén a közel-keleti keresztes államok uralkodócsaládjaiba beházasodó és a jeruzsálemi, majd a ciprusi királyi udvarban meghatározó tisztségeket betöltő Ibelin családdal volt rokon, bár az Ibelinek más-más ágaival. 
Az anyja, Ibelin Izabella az Ibelin család ún. udvarmesteri ágából, míg a felesége, Ibelin Margit az Ibelinek ún. hadsereg-főparancsnoki ágából származott.
Korikoszi Osin 1320-ban Örményország régensi tisztségét foglalta el, miután meggyilkolták a másodfokú unokatestvérét és sógorát, I. Osin (1282–1320) örmény királyt. Az új király, a kiskorú IV. Leó (1308/09–1341) lett, aki Osin régens nővérének, Korikoszi Izabella (Zabel) örmény királynénak (–1310) és I. Osin királynak volt az elsőszülött fia.
Korikoszi Osin a régensi tisztség elfoglalása után erőszakkal feleségül vette I. Osin özvegyét, Anjou Johanna tarantói hercegnőt, I. (Anjou) Fülöp tarantói hercegnek és Angelina Tamarnak, I. Nikeforosz Angelosz epiroszi despotának a lányát, aki örmény királynéként az Irén nevet viselte. Ebből a házasságból született még két lánya, Mária (1321–1377/1405), az Idősebb Mária királyné, III. Konstantin örmény király (1313–1362) felesége és egy ismeretlen nevű korikoszi úrnő, aki  Osinhoz, Oghruy urához ment feleségül, és Máriának, az Ifjabb Mária királynénak és Asot örmény trónkövetelőnek volt az anyja. Korikoszi Osin régens 1321-ben összeházasította a legidősebb lányát, Alizt az unokaöccsével, IV. Leó örmény királlyal. A pápai diszpenzációt 1321. augusztus 10-én állították ki, mivel a házasfelek elsőfokú unokatestvérek voltak. A házasságból egy fiú, Hetum herceg született, aki viszont kiskorában meghalt. Aliz királyné férje, IV. Leó amint elérte a nagykorúságot, és átvette az uralmat a régensi szerepet vivő após-nagybátyjától, meggyilkoltatta mind a régens nagybátyját, Osint, mind pedig a hadsereg-főparancsnoki tisztséget betöltő nagybátyját, Korikoszi Konstantint, Lampron urát 1329. január 26-án. Aliz szintén férje bosszúhadjáratának esett áldozatul, de nem tudni, apja előtt vagy apja halála után gyilkolták meg 1329-ben.

## Gyermekei
- Első feleségétől, Ibelin Margit (1290 körül–1320 előtt) úrnőtől, 2 gyermek:
  - Aliz (1309 körül–1329), férje IV. Leó (1308/09–1341) örmény király, 1 fiú:
    - Hetum (megh. fiatalon) örmény királyi herceg és trónörökös

  - Hetum (?–1325)
- Második feleségétől, Anjou Johanna (1297–1323) tarantói és címzetes konstantinápolyi latin császári hercegnőtől, özvegy örmény királynétól, 2 leány:
  - Mária (1321–1377/1405) korikoszi úrnő, az Idősebb Mária királyné, férje III. (Neghiri) Konstantin (1313–1362/63) örmény király, 2 fiú:
    - Neghiri Leó (1338. augusztus 15. – 1357 előtt) örmény királyi herceg és trónörökös
    - Neghiri Osin (1345 előtt–1356/57) örmény királyi herceg és trónörökös

  - N. (leány) (1323–?) korikoszi úrnő, férje Osin, Oghruy ura, 2 gyermek:
    - Oghruy Mária (–1377 után), az Ifjabb Mária királyné, 1. férje IV. (Neghiri) Konstantin (1324–1373) örmény király, 2. férje Matthieu Chappes (–1375), egyik házassagából sem születtek gyermekei
    - Oghruy Asot (1340/50–1387 után), örmény trónkövetelő, 1 fiú:
      - Torosz (–1387)